# بياتريس غويدو
بياتريس غويدو (بالإسبانية: Beatriz Guido)‏ (13 ديسمبر 1924، روساريو في الأرجنتين - 4 مارس 1988، مدريد في إسبانيا)؛ كاتِبة، سيناريست وروائية أرجنتينية.

## روابط خارجية
- بياتريس غويدو على موقع IMDb (الإنجليزية)
- بياتريس غويدو على موقع قاعدة بيانات الفيلم (الإنجليزية)